# 李厚洛
李 厚洛（イ・フラク、ハングル：이후락、日本語読み：り こうらく、 1924年2月23日 - 2009年10月31日）は、韓国の政治家である。本貫は鶴城李氏。

## 人物

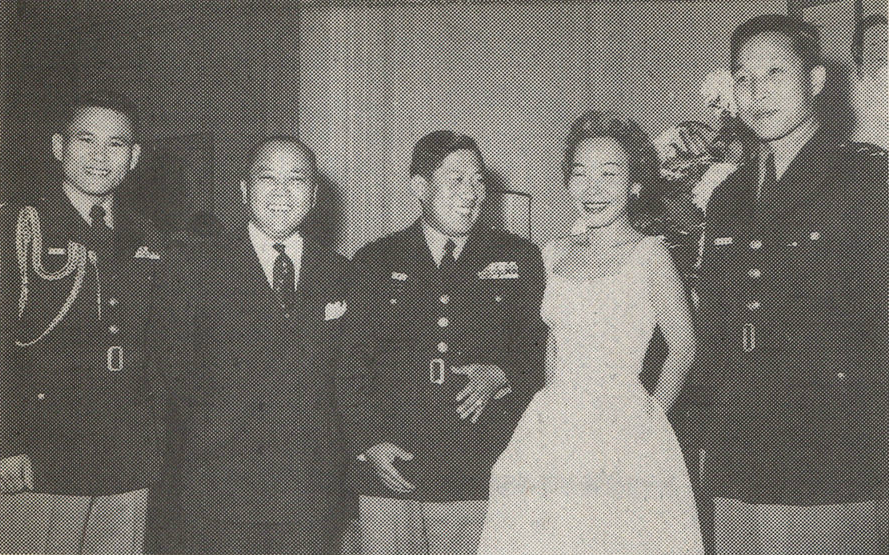
左から、李厚洛、梁裕燦、劉載興、梁裕燦の妻、金炯一。1955年撮影。

慶尚南道・蔚山郡（現在の蔚山広域市）生まれ。1942年、蔚山農業学校を卒業、翌1943年に九州の大刀洗陸軍飛行学校に入隊したが、第二次世界大戦の終戦後に帰国。1946年3月23日付で軍事英語学校を卒業して少尉に任官（10079番）。第5連隊B中隊（中隊長：李致業少尉）小隊長。1949年、陸軍参謀学校卒業。1950年3月に来日して第25師団で研修を受けていたが、朝鮮戦争が勃発すると帰国。1951年、陸軍本部情報局次長。同年4月6日、陸軍本部情報局長代理。同年9月、兵科教育のため渡米。1952年、アメリカ陸軍兵站学校卒業。同年9月1日、陸軍本部兵站監。同年、准将に昇進。1954年、教育総本部参謀長。1957年、駐アメリカ大使館付武官。1959年、第79機関長。1961年1月、予備役編入。
朴正煕により国家再建最高会議広報室長に任命されたことが、政界入りのきっかけである。
1963年12月17日、朴正煕が大統領に就任すると、大統領秘書室長に任命された。
1970年1月、駐日韓国大使に就任。同年12月21日、韓国中央情報部長に就任。
1971年大韓民国大統領選挙では朴正煕陣営の総指揮を振るった。
1972年5月2日、密かに平壌を訪れ、金日成と2度にわたり会談。韓国に帰った後の7月4日、ソウルで韓国側当事者として南北共同声明を発表した。
1973年12月3日、尹必鏞事件と金大中事件のために中央情報部長を解任された。
1978年12月12日に行われた国会議員総選挙に無所属で立候補し、当選した（当選後に民主共和党に入党）。
1979年10月26日に朴正煕暗殺事件が発生し、全斗煥らの組織「ハナフェ」が台頭すると、同年12月10日、バンコクで行われる世界仏教大会に出席するため出国した。その直後の12月12日、国内では粛軍クーデターが起こり、新軍部は李を権力型不正蓄財者として指名した。1980年3月14日に帰国。同年、国会解散により議員職を剥奪され、その後は政界を去って隠遁生活に入った。
2009年10月31日、脳腫瘍と老人性疾患によりソウル市内の病院で死去。
本人と家族が国内外に保有する不動産などの財産が数百億から千億ウォン台に達したとされ、かなりの金持ちである。

## 親族
長男は実業家、元国会議員の徐廷貴の娘、次男はハンファグループの金鍾喜の娘の金英恵、五男はSKグループの崔鍾賢の四女とそれぞれ結婚した。また、第9代国会議員の金元圭も姻戚である。